# نظام إرغودن
نظام إرغودن (17 سبتمبر 1918 - 21 أبريل 1991)، هو ممثل تركي، ولد بمدينة أفيون قره حصار، وتوفي بندينة إزمير.

## وصلات خارجية
نظام إرغودن على موقع IMDb (الإنجليزية)
- نظام إرغودن على موقع ألو سيني (الفرنسية)
- نظام إرغودن على موقع قاعدة بيانات الفيلم (الإنجليزية)